# Конх
Конх или ко́нха (от греч. κόγχη — раковина) — ритуальный духовой музыкальный инструмент, изготовленный из крупной раковины морского брюхоногого моллюска. Во многих странах мира также являлся сигнальным инструментом.
Раковину крупных морских брюхоногих моллюсков подготавливают, выламывая или выпиливая отверстие в стенке или торце, на самом её конце, рядом с вершиной. В отверстие иногда вставляли мундштук, часто только мундштучную чашку, вырезанную в материале самой раковины, так как некоторые раковины без него легко разрушались
После чего их применяли в качестве музыкального инструмента — трубы.
Конх изготавливали из раковин различных видов крупных морских брюхоногих моллюсков, но некоторые из них являются самыми известными — Turbinella pyrum («священный чанк»), Харония тритон, Стромбус гигантский, представители рода Busycon.

## Индия и Тибет
Священный чанк (Turbinella pyrum) — левозакрученная раковина, ставшая священной у буддистов. В Индии считается, что в этой раковине живёт морской демон Панчаджана, которого победил бог Кришну (Вишну), и поэтому данная раковина стала символом этого бога. В конхи, изготовленные из этой раковины, трубят монахи во время религиозных праздников. Буддийские монахи призывают звуками раковины в храм, извещая о начале проповеди. Подобные раковины оправляли в серебро и богато украшали декоративной резьбой и драгоценными камнями.

## Острова Тихого океана
На островах Тихого океана, в Меланезии, Полинезии, вплоть до Японских островов часто использовали раковины Харонии тритон. Островитяне высверливали отверстие в верхних оборотах завитка, что позволяло получать звуки различных тональностей и исполнять мелодии.

## Карибский бассейн
Раковины гигантского стромбуса широко использовались и кое-где все ещё продолжают использоваться для изготовления духовых музыкальных инструментов на островах Карибского бассейна.